# Belmont (Jura)
Belmont ist eine französische Gemeinde mit 255 Einwohnern (Stand 1. Januar 2022) im Département Jura in der Region Bourgogne-Franche-Comté. Sie gehört zum Arrondissement Dole, zum Kanton Mont-sous-Vaudrey und ist Mitglied im Gemeindeverband Communauté de communes du Val d’Amour.

## Geographie
Die Gemeinde liegt rund 40 Kilometer südwestlich von Besançon. Nachbargemeinden sind Éclans-Nenon (Berührungspunkt) im Nordosten, La Vieille-Loye und Montbarrey im Osten, Vaudrey im Südosten, Bans und Mont-sous-Vaudrey im Süden, Augerans im Westen und Falletans im Nordwesten.
Das Gemeindegebiet wird vom Fluss Loue durchquert.

## Bevölkerungsentwicklung
| Jahr                       | 1962 | 1968 | 1975 | 1982 | 1990 | 1999 | 2006 | 2017 |
| Einwohner                  | 153  | 146  | 163  | 202  | 254  | 257  | 248  | 262  |
| Quellen: Cassini und INSEE |      |      |      |      |      |      |      |      |

## Sehenswürdigkeiten
- Die Kirche Saint-Etienne, erbaut im 18. Jahrhundert

## Weblinks

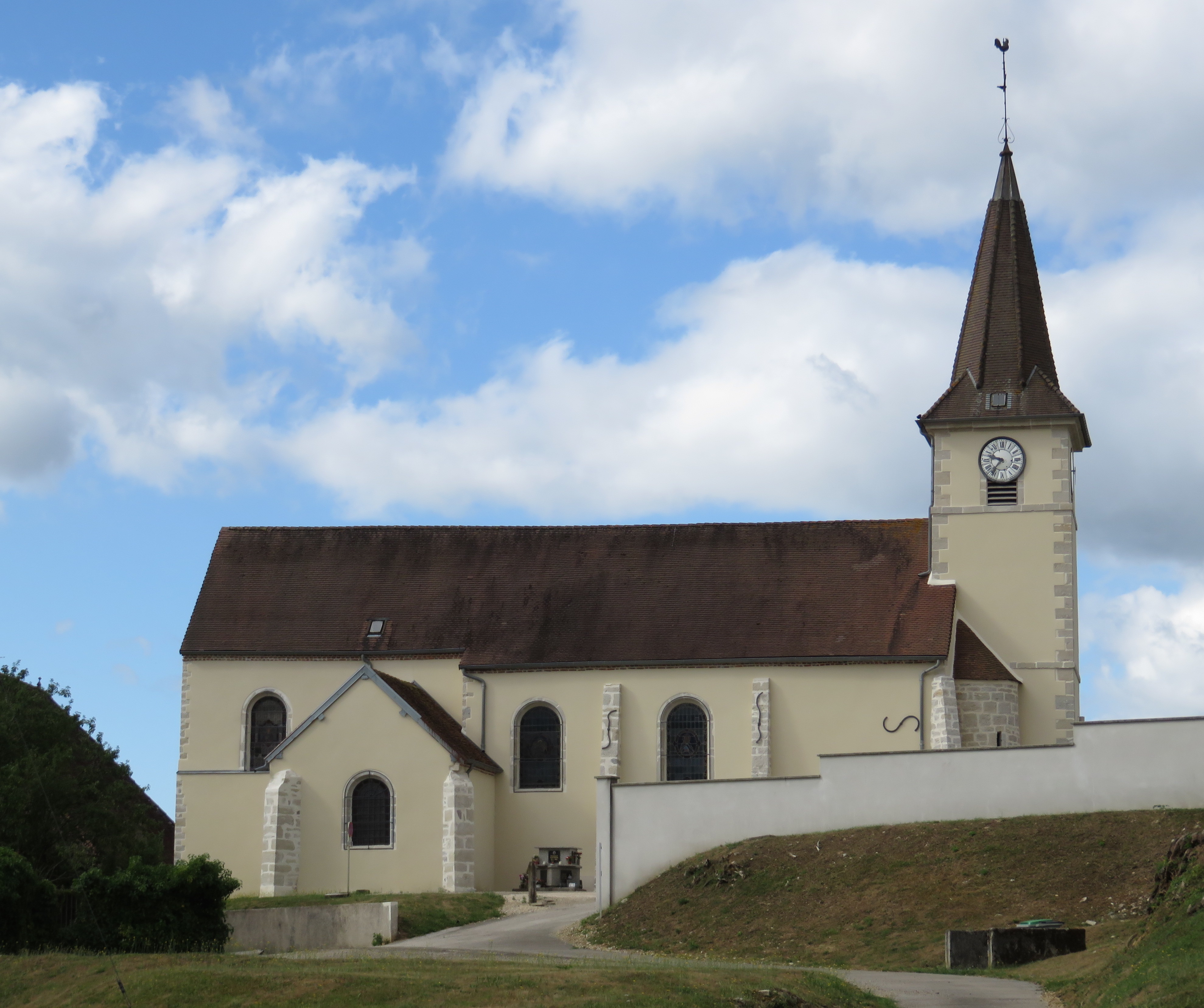
Kirche Saint-Étienne